# Fareed Zakaria
Fareed Zakaria (Hindi: फरीद ज़कारिया) (Bombay, 20 januari 1964) is een Indiaas-Amerikaans journalist en schrijver van non-fictie. Hij heeft als columnist en redacteur gewerkt voor Foreign Affairs, Newsweek en TIME. Anno 2020 presenteert hij in het weekend op CNN het programma Fareed Zakaria's GPS en is een wekelijkse columnist van de Washington Post.

## Biografie
Fareed Zakaria werd geboren in Bombay. Zijn moeder, Fatima Zakaria, werkte op de redactie van de Bombay Times en de zondagseditie van The Times of India, The Sunday Times. Wijlen zijn vader, Rafiq Zakaria, was een politicus en schrijver. Het gezin bestond verder uit een dochter en nog twee zoons.
Na de high school verhuisde Zakaria naar de Verenigde Staten voor zijn geschiedenisstudie aan de Yale-universiteit. In 1984 was hij voorzitter van de debatvereniging de Yale Political Union. Hij behaalde in 1993 zijn PhD in de studie van Internationale betrekkingen aan de Harvard-universiteit. Zakaria heeft gedoceerd aan de Harvard-, de Columbia- en de Case Western Reserve-universiteiten.
Hij werkte van 1992 tot 2000 als redacteur voor Foreign Affairs. Zakaria werd bekend toen hij in oktober 2001 voor het tijdschrift Newsweek een omslagartikel schreef, getiteld "Why They Hate Us", over de aanslagen op 11 september. Hij was columnist van de Amerikaanse editie van Newsweek en redacteur van de internationale editie. In 2010 verruilde hij Newsweek voor het concurrerende tijdschrift TIME. Sindsdien presenteert hij op CNN tevens zijn eigen televisieprogramma, Fareed Zakaria's GPS. Hij heeft documentaires gemaakt die door onder andere HBO zijn uitgezonden.
In augustus 2012 werd Zakaria door TIME en CNN geschorst op verdenking van plagiaat. Cam Edwards, werkzaam bij de National Rifle Association, ontdekte dat een column van Zakaria, getiteld "The Case for Gun Control", gedeeltelijk was overgenomen van een artikel dat Jill Lepore in april 2012 voor The New Yorker schreef. Nadat Zakaria zich hiervoor had verontschuldigd en al zijn andere stukken voor TIME en CNN ook op plagiaat waren gecontroleerd, keerde hij weer terug als columnist en presentator.

### Persoonlijk leven
Zakaria is getrouwd met Paula Throckmorton. Zij hebben drie kinderen.

## Werk (selectie)

### Boeken
- The American Encounter: The United States and the Making of the Modern World (1998, met James F. Hoge)
- From Wealth to Power: The Unusual Origins of America's World Role (1998)
- The Future of Freedom: Illiberal Democracy at Home and Abroad (2000)
- The Post-American World (2009)

### Documentaires
- Terror in Mumbai (2009)[7]